# Daniel Raventós Pañella
Daniel Raventós Pañella (Barcelona, 1958) és doctor en Ciències Econòmiques, professor titular de Sociologia a la Facultat d'Economia i Empresa de la Universitat de Barcelona i membre del grup d'investigació GREECS (Grup de Recerca en Ètica economicosocial i Epistemologia dels Ciències Socials).
Va ser militant de la Lliga Comunista Revolucionària des dels 19 anys fins a la desaparició d'aquest partit l'any 1991. També va ser escollit membre de l'executiva nacional de la Comissió Obrera Nacional de Catalunya a finals del 1987, en el IV Congrés, com un dels representants de l'esquerra sindical. Més o menys pel mateix temps va ser director de la revista política Demà. Va pertànyer al Consell Editorial de la revista Viento Sur fins a l'any 2003. És membre fundador, l'any 2005, i forma part del comitè de redacció de la revista Sin Permiso de la que n'és editor general l'Antoni Domènech, amb qui té una estreta relació personal, política i acadèmica.
Actualment és el president de la Xarxa Renda Bàsica, secció oficial de la Basic Income Earth Network (BIEN) i coordinador de la web d'aquesta associació, havent dedicat diversos treballs a la renda bàsica i a la teoria normativa republicana. També és membre del Consell Científic d'ATTAC a Catalunya i Madrid, de diverses fundacions (Nous Horitzons e Instituto del Sur, entre d'altres) així com de l'International Board de la BIEN i de l'International Advisory Board de la revista Basic Income Studies.
Daniel Raventós Pañella ha estat conferenciant invitat a distintes universitats europees i americanes i és un dels introductors de la proposta de la Renda Bàsica. Fou un dels fundadors de la Xarxa Renda Bàsica l'any 2001, essent-ne el seu president des de llavors. Dedica bona part de la seva activitat a la promoció pública de la Renda Bàsica, així com a l'edició i organització de la revista Sin Permiso

## Obra
Entre els seus treballs cal citar el llibre introductori El derecho a la existencia (Ariel, 1999) i l'estudi La Renda Bàsica de Ciutadania: una proposta viable per a Catalunya (Mediterrània, 2005), elaborat amb altres autors. Més recentment ha editat Las condiciones materiales de la libertad que també ha estat traduït a l'anglès per Pluto Press amb el títol Basic Income: The Material Conditions of Freedom. És membre del Consell Científic de ATTAC a Catalunya i Madrid, de diverses fundacions (Nous Horitzons i Instituto de Cultura del Sur) així com del International Board de la Basic Income Earth Network i de l'Internacional Advisory Board de la Basic Income Studies. Ha sigut un dels introductors, al Regne d'Espanya, de la proposta de la Renda Bàsica, tant de forma activista (va ser un dels fundadors de la Xarxa Renda Bàsica el 2001, sent des de llavors el seu president) com acadèmicament. La seva tesi doctoral va estar dedicada a un tractament normatiu i tècnic de la Renda Bàsica. És autor d'alguns dels primers estudis fets a Espanya sobre els aspectes normatius, tècnics i econòmics de la proposta. Dedica bona part de la seva activitat a la promoció pública de la Renda Bàsica, realitzant conferències i apareixent sovint en diversos mitjans de comunicació. Escriu habitualment a la revista electrònica setmanal i a l'edició en paper semestral de Sin Permiso.

## Llibres
- Raventós, Daniel (1999): El derecho a la existencia, Barcelona, Ariel.
- Raventós, Daniel (coord.) (2001): La Renta Básica. Por una ciudadanía más libre, más igualitaria y más fraterna, Barcelona, Ariel.
- Raventós, Daniel (2007): Basic Income. The Material Conditions of Freedom Arxivat 2011-04-15 a Wayback Machine., London, Pluto Press.
- Raventós, Daniel (2007): Las condiciones materiales de la libertad Arxivat 2008-03-04 a Wayback Machine., Barcelona, El Viejo Topo.
- En col·laboració amb J. Arcarons, À. Boso i J.A. Noguera (2005): La Renda Bàsica de Ciutadania. Una proposta viable per a Catalunya, Barcelona, Mediterrània- Fundació Jaume Bofill.
- Editat amb David Casassas (2011): La renta básica en la era de las grandes desigualdades Arxivat 2011-10-31 a Wayback Machine., Barcelona, Montesinos.
- Raventós, Daniel (2012): ¿Qué es la Renta Básica? Preguntas (y respuestas) más frecuentes Arxivat 2014-05-29 a Wayback Machine., Barcelona, El Viejo Topo
- Raventós, Daniel (2017): Renta básica contra la incertidumbre Arxivat 2017-09-10 a Wayback Machine., RBA.
- En col·laboració amb J. Arcarons i L. Torrens (2017): Renta Básica Incondicional. Una propuesta de financiación racional y justa Arxivat 2018-08-31 a Wayback Machine., Ediciones del Serbal.
- En col·laboració amb Julie Wark (2018): Against Charity, Counterpunch.